# دنیس فوروف
دنیس فوروف (ارمنی: Դենիս Ֆորով؛ زادهٔ ۳ دسامبر ۱۹۸۴ در ژمرینکا) کشتی‌گیر در رشته کشتی فرنگی اوکراینی‌تبار اهل ارمنستان است که برندهٔ مدال نقره مسابقات قهرمانی کشتی اروپا ۲۰۰۶ مسکو در وزن ۸۴ کیلوگرم شده‌است. فوروف در ترکیب ارمنستان در بازی‌های المپیک تابستانی ۲۰۰۸ پکن همچنین در جام جهانی ۲۰۱۰ ایروان به رقابت پرداخت